# Klaus Gerwien
Klaus Gerwien (Lyck, 1940. szeptember 11. – 2018. szeptember 3.) nyugatnémet válogatott labdarúgó, csatár.

## Pályafutása
1958 és 1961 között a VfL Wolfsburg, 1961 és 1973 között az Eintracht Braunschweig játékosa volt. Az 1966–67-es idényben bajnokságot nyert az Eintrachttal. 1963 és 1968 között hat alkalommal szerepelt a nyugatnémet válogatottban és egy gólt szerzett.

## Sikerei, díjai
Eintracht Braunschweig
- Nyugatnémet bajnokság
  - bajnok: 1966–67